# Dyffryn Clydach
Dyffryn Clydach est une communauté du borough de comté de Neath Port Talbot, au pays de Galles.
Elle se trouve à l'ouest du centre-ville de Neath et comprend les quartiers résidentiels de Cwrt Herbert (en), Dyffryn, Highlands, Longford, Neath Abbey (avec les ruines de l'abbaye de Neath) et Penshannel. 

## Démographie
Au recensement de 2011, la communauté de Dyffryn Clydach comptait 3 162 habitants.